# Zavrh nad Dobrno
Zavrh pri Dobrno je naselje u slovenskoj Općini Dobrni. Zavrh pri Dobrno se nalazi u pokrajini Štajerskoj i statističkoj regiji Savinjskoj. 

## Stanovništvo
Prema popisu stanovništva iz 2002. godine naselje je imalo 253 stanovnika.